# Anglaterra a la Copa del Món de futbol
Aquest és el registre dels resultats d'Anglaterra a la Copa del Món. Anglaterra ha estat campiona en una única ocasió: 1966.

## Resum d'actuacions
Campions      Finalistes      Tercers      Quarts
Un requadre vermell indica que eren amfitrions del campionat.
| Historial a la Copa del Món | Historial a la Copa del Món | Historial a la Copa del Món | Historial a la Copa del Món | Historial a la Copa del Món | Historial a la Copa del Món | Historial a la Copa del Món | Historial a la Copa del Món | Historial a la Copa del Món |
| Edició                      | Ronda                       | Posició                     | PJ                          | PG                          | PE                          | PP                          | GF                          | GC                          |
| --------------------------- | --------------------------- | --------------------------- | --------------------------- | --------------------------- | --------------------------- | --------------------------- | --------------------------- | --------------------------- |
| 1930                        | No era membre de la FIFA    | No era membre de la FIFA    | No era membre de la FIFA    | No era membre de la FIFA    | No era membre de la FIFA    | No era membre de la FIFA    | No era membre de la FIFA    | No era membre de la FIFA    |
| 1934                        | No era membre de la FIFA    | No era membre de la FIFA    | No era membre de la FIFA    | No era membre de la FIFA    | No era membre de la FIFA    | No era membre de la FIFA    | No era membre de la FIFA    | No era membre de la FIFA    |
| 1938                        | No era membre de la FIFA    | No era membre de la FIFA    | No era membre de la FIFA    | No era membre de la FIFA    | No era membre de la FIFA    | No era membre de la FIFA    | No era membre de la FIFA    | No era membre de la FIFA    |
| 1950                        | Primera fase                | 8s                          | 3                           | 1                           | 0                           | 2                           | 2                           | 2                           |
| 1954                        | Quarts de final             | 7s                          | 3                           | 1                           | 1                           | 1                           | 8                           | 8                           |
| 1958                        | Primera fase                | 11s                         | 4                           | 0                           | 3                           | 1                           | 4                           | 5                           |
| 1962                        | Quarts de final             | 8s                          | 4                           | 1                           | 1                           | 2                           | 5                           | 6                           |
| 1966                        | Campions                    | 1s                          | 6                           | 5                           | 1                           | 0                           | 11                          | 3                           |
| 1970                        | Quarts de final             | 8s                          | 4                           | 2                           | 0                           | 2                           | 4                           | 4                           |
| 1974                        | No es classificà            | No es classificà            | No es classificà            | No es classificà            | No es classificà            | No es classificà            | No es classificà            | No es classificà            |
| 1978                        | No es classificà            | No es classificà            | No es classificà            | No es classificà            | No es classificà            | No es classificà            | No es classificà            | No es classificà            |
| 1982                        | Segona fase                 | 6s                          | 5                           | 3                           | 2                           | 0                           | 6                           | 1                           |
| 1986                        | Quarts de final             | 8s                          | 5                           | 2                           | 1                           | 2                           | 7                           | 3                           |
| 1990                        | Quarts                      | 4s                          | 7                           | 3                           | 3                           | 1                           | 8                           | 6                           |
| 1994                        | No es classificà            | No es classificà            | No es classificà            | No es classificà            | No es classificà            | No es classificà            | No es classificà            | No es classificà            |
| 1998                        | Segona fase                 | 9s                          | 4                           | 2                           | 1                           | 1                           | 7                           | 4                           |
| 2002                        | Quarts de final             | 6s                          | 5                           | 2                           | 2                           | 1                           | 6                           | 3                           |
| 2006                        | Quarts de final             | 7s                          | 5                           | 3                           | 2                           | 0                           | 6                           | 2                           |
| 2010                        | Vuitens de Final            | 13s                         | 4                           | 1                           | 2                           | 1                           | 3                           | 5                           |
| 2014                        | Primera fase                | 26s                         | 3                           | 0                           | 1                           | 2                           | 2                           | 4                           |
| 2018                        | Quarts                      | 4s                          | 7                           | 3                           | 1                           | 3                           | 12                          | 8                           |
| 2022                        | Quarts de final             | 6s                          | 5                           | 3                           | 1                           | 1                           | 13                          | 4                           |
| 2026                        | Pendent                     | Pendent                     | Pendent                     | Pendent                     | Pendent                     | Pendent                     | Pendent                     | Pendent                     |
| 2030                        | Pendent                     | Pendent                     | Pendent                     | Pendent                     | Pendent                     | Pendent                     | Pendent                     | Pendent                     |
| 2034                        | Pendent                     | Pendent                     | Pendent                     | Pendent                     | Pendent                     | Pendent                     | Pendent                     | Pendent                     |
| Total                       | 1 títol                     | 1 títol                     | 74                          | 32                          | 22                          | 20                          | 104                         | 68                          |

## Brasil 1950

### Primera fase: Grup 2
| Pos | Equip        | PJ | PG | PE | PP | GF | GC | DG | Pts | Classificació           |
| --- | ------------ | -- | -- | -- | -- | -- | -- | -- | --- | ----------------------- |
| 1   | Espanya      | 3  | 3  | 0  | 0  | 6  | 1  | +5 | 6   | Avança a la segona fase |
| 2   | Anglaterra   | 3  | 1  | 0  | 2  | 2  | 2  | 0  | 2   |                         |
| 3   | Xile         | 3  | 1  | 0  | 2  | 5  | 6  | −1 | 2   |                         |
| 4   | Estats Units | 3  | 1  | 0  | 2  | 4  | 8  | −4 | 2   |                         |

| Anglaterra                  | 2–0     | Xile |
| --------------------------- | ------- | ---- |
| Mortensen 39' · Mannion 51' | Informe |      |

| Estats Units | 1–0     | Anglaterra |
| ------------ | ------- | ---------- |
| Gaetjens 38' | Informe |            |

| Espanya   | 1–0     | Anglaterra |
| --------- | ------- | ---------- |
| Zarra 48' | Informe |            |

## Suïssa 1954

### Primera fase: Grup 4
| Pos | Equip      | PJ | PG | PE | PP | GF | GC | DG | Pts | Classificació                         |
| --- | ---------- | -- | -- | -- | -- | -- | -- | -- | --- | ------------------------------------- |
| 1   | Anglaterra | 2  | 1  | 1  | 0  | 6  | 4  | +2 | 3   | Avança a la segona fase               |
| 2   | Suïssa     | 2  | 1  | 0  | 1  | 2  | 3  | −1 | 2   | Van disputar un partit pel segon lloc |
| 3   | Itàlia     | 2  | 1  | 0  | 1  | 5  | 3  | +2 | 2   | Van disputar un partit pel segon lloc |
| 4   | Bèlgica    | 2  | 0  | 1  | 1  | 5  | 8  | −3 | 1   |                                       |

| Anglaterra                            | 4–4 (pr.) | Bèlgica                                            |
| ------------------------------------- | --------- | -------------------------------------------------- |
| Broadis 26', 63' · Lofthouse 36', 91' | Informe   | Anoul 5', 71' · Coppens 67' · Dickinson 94' (p.p.) |

| Anglaterra               | 2–0     | Suïssa |
| ------------------------ | ------- | ------ |
| Mullen 43' · Wilshaw 69' | Informe |        |

### Segona fase

#### Quarts de final
| Uruguai                                               | 4–2     | Anglaterra                 |
| ----------------------------------------------------- | ------- | -------------------------- |
| Borges 5' · Varela 39' · Schiaffino 46' · Ambrois 78' | Informe | Lofthouse 16' · Finney 67' |

## Suècia 1958

### Primera fase: Grup 4
| Pos | Equip          | PJ | PG | PE | PP | GF | GC | GR    | Pts | Classificació                      |
| --- | -------------- | -- | -- | -- | -- | -- | -- | ----- | --- | ---------------------------------- |
| 1   | Brasil         | 3  | 2  | 1  | 0  | 5  | 0  | —     | 5   | Avança a la segona fase            |
| 2   | Unió Soviètica | 3  | 1  | 1  | 1  | 4  | 4  | 1,000 | 3   | Van disputar un partit de desempat |
| 3   | Anglaterra     | 3  | 0  | 3  | 0  | 4  | 4  | 1,000 | 3   | Van disputar un partit de desempat |
| 4   | Àustria        | 3  | 0  | 1  | 2  | 2  | 7  | 0,286 | 1   |                                    |

| Unió Soviètica               | 2–2     | Anglaterra                  |
| ---------------------------- | ------- | --------------------------- |
| Simonyan 13' · A. Ivanov 56' | Informe | Kevan 66' · Finney 85' (p.) |

| Brasil | 0–0     | Anglaterra |
| ------ | ------- | ---------- |
|        | Informe |            |

| Anglaterra             | 2–2     | Àustria                 |
| ---------------------- | ------- | ----------------------- |
| Haynes 56' · Kevan 74' | Informe | Koller 15' · Körner 71' |

Partit pel segon lloc:
| Unió Soviètica | 1–0     | Anglaterra |
| -------------- | ------- | ---------- |
| Ilyin 69'      | Informe |            |

## Xile 1962

### Primera fase: Grup 4
| Pos | Equip      | PJ | PG | PE | PP | GF | GC | GR    | Pts | Classificació           |
| --- | ---------- | -- | -- | -- | -- | -- | -- | ----- | --- | ----------------------- |
| 1   | Hongria    | 3  | 2  | 1  | 0  | 8  | 2  | 4,000 | 5   | Avança a la segona fase |
| 2   | Anglaterra | 3  | 1  | 1  | 1  | 4  | 3  | 1,333 | 3   | Avança a la segona fase |
| 3   | Argentina  | 3  | 1  | 1  | 1  | 2  | 3  | 0,667 | 3   |                         |
| 4   | Bulgària   | 3  | 0  | 1  | 2  | 1  | 7  | 0,143 | 1   |                         |

| Hongria                | 2–1     | Anglaterra       |
| ---------------------- | ------- | ---------------- |
| Tichy 17' · Albert 71' | Informe | Flowers 60' (p.) |

| Anglaterra                                    | 3–1     | Argentina      |
| --------------------------------------------- | ------- | -------------- |
| Flowers 17' (p.) · Charlton 42' · Greaves 67' | Informe | Sanfilippo 81' |

| Anglaterra | 0–0     | Bulgària |
| ---------- | ------- | -------- |
|            | Informe |          |

### Segona fase

#### Quarts de final
| Brasil                        | 3–1     | Anglaterra   |
| ----------------------------- | ------- | ------------ |
| Garrincha 31', 59' · Vavá 53' | Informe | Hitchens 38' |

## Anglaterra 1966

### Primera fase: Grup 1
| Pos | Equip      | PJ | PG | PE | PP | GF | GC | GR    | Pts | Classificació           |
| --- | ---------- | -- | -- | -- | -- | -- | -- | ----- | --- | ----------------------- |
| 1   | Anglaterra | 3  | 2  | 1  | 0  | 4  | 0  | —     | 5   | Avança a la segona fase |
| 2   | Uruguai    | 3  | 1  | 2  | 0  | 2  | 1  | 2,000 | 4   | Avança a la segona fase |
| 3   | Mèxic      | 3  | 0  | 2  | 1  | 1  | 3  | 0,333 | 2   |                         |
| 4   | França     | 3  | 0  | 1  | 2  | 2  | 5  | 0,400 | 1   |                         |

| Anglaterra | 0–0     | Uruguai |
| ---------- | ------- | ------- |
|            | Informe |         |

| Anglaterra                 | 2–0     | Mèxic |
| -------------------------- | ------- | ----- |
| B. Charlton 37' · Hunt 75' | Informe |       |

| Anglaterra    | 2–0     | França |
| ------------- | ------- | ------ |
| Hunt 38', 75' | Informe |        |

### Segona fase

#### Quarts de final
| Anglaterra | 1–0     | Argentina |
| ---------- | ------- | --------- |
| Hurst 78'  | Informe |           |

#### Semifinals
| Anglaterra           | 2–1     | Portugal         |
| -------------------- | ------- | ---------------- |
| B. Charlton 30', 80' | Informe | Eusébio 82' (p.) |

#### Final
| Anglaterra                         | 4–2 (pr.) | Alemanya Occidental    |
| ---------------------------------- | --------- | ---------------------- |
| Hurst 18', 101', 120' · Peters 78' | Informe   | Haller 12' · Weber 89' |

## Mèxic 1970

### Primera fase: Grup 3
| Pos | Equip          | PJ | PG | PE | PP | GF | GC | DG | Pts | Classificació           |
| --- | -------------- | -- | -- | -- | -- | -- | -- | -- | --- | ----------------------- |
| 1   | Brasil         | 3  | 3  | 0  | 0  | 8  | 3  | +5 | 6   | Avança a la segona fase |
| 2   | Anglaterra     | 3  | 2  | 0  | 1  | 2  | 1  | +1 | 4   | Avança a la segona fase |
| 3   | Romania        | 3  | 1  | 0  | 2  | 4  | 5  | −1 | 2   |                         |
| 4   | Txecoslovàquia | 3  | 0  | 0  | 3  | 2  | 7  | −5 | 0   |                         |

| Anglaterra | 1–0     | Romania |
| ---------- | ------- | ------- |
| Hurst 65'  | Informe |         |

| Brasil        | 1–0     | Anglaterra |
| ------------- | ------- | ---------- |
| Jairzinho 59' | Informe |            |

| Anglaterra      | 1–0     | Txecoslovàquia |
| --------------- | ------- | -------------- |
| Clarke 50' (p.) | Informe |                |

### Segona fase

#### Quarts de final
| Alemanya Occidental                        | 3–2 (pr.) | Anglaterra               |
| ------------------------------------------ | --------- | ------------------------ |
| Beckenbauer 68' · Seeler 82' · Müller 108' | Informe   | Mullery 31' · Peters 49' |

## Espanya 1982

### Primera fase: Grup 4
| Pos | Equip          | PJ | PG | PE | PP | GF | GC | DG | Pts | Classificació           |
| --- | -------------- | -- | -- | -- | -- | -- | -- | -- | --- | ----------------------- |
| 1   | Anglaterra     | 3  | 3  | 0  | 0  | 6  | 1  | +5 | 6   | Avança a la segona fase |
| 2   | França         | 3  | 1  | 1  | 1  | 6  | 5  | +1 | 3   | Avança a la segona fase |
| 3   | Txecoslovàquia | 3  | 0  | 2  | 1  | 2  | 4  | −2 | 2   |                         |
| 4   | Kuwait         | 3  | 0  | 1  | 2  | 2  | 6  | −4 | 1   |                         |

| Anglaterra                   | 3–1     | França    |
| ---------------------------- | ------- | --------- |
| Robson 1', 67' · Mariner 83' | Informe | Soler 24' |

| Anglaterra                      | 2–0     | Txecoslovàquia |
| ------------------------------- | ------- | -------------- |
| Francis 62' · Barmoš 66' (p.p.) | Informe |                |

| Anglaterra  | 1–0     | Kuwait |
| ----------- | ------- | ------ |
| Francis 27' | Informe |        |

### Segona fase: Grup B
| Pos | Equip               | PJ | PG | PE | PP | GF | GC | DG | Pts | Classificació          |
| --- | ------------------- | -- | -- | -- | -- | -- | -- | -- | --- | ---------------------- |
| 1   | Alemanya Occidental | 2  | 1  | 1  | 0  | 2  | 1  | +1 | 3   | Avança a la fase final |
| 2   | Anglaterra          | 2  | 0  | 2  | 0  | 0  | 0  | 0  | 2   |                        |
| 3   | Espanya             | 2  | 0  | 1  | 1  | 1  | 2  | −1 | 1   |                        |

| Alemanya Occidental | 0–0     | Anglaterra |
| ------------------- | ------- | ---------- |
|                     | Informe |            |

| Espanya | 0–0     | Anglaterra |
| ------- | ------- | ---------- |
|         | Informe |            |

## Mèxic 1986

### Primera fase: Grup F
| Pos | Equip      | PJ | PG | PE | PP | GF | GC | DG | Pts | Classificació                      |
| --- | ---------- | -- | -- | -- | -- | -- | -- | -- | --- | ---------------------------------- |
| 1   | Marroc     | 3  | 1  | 2  | 0  | 3  | 1  | +2 | 4   | Avança a la fase final             |
| 2   | Anglaterra | 3  | 1  | 1  | 1  | 3  | 1  | +2 | 3   | Avança a la fase final             |
| 3   | Polònia    | 3  | 1  | 1  | 1  | 1  | 3  | −2 | 3   | Opta a una plaça per la fase final |
| 4   | Portugal   | 3  | 1  | 0  | 2  | 2  | 4  | −2 | 2   |                                    |

| Portugal          | 1–0     | Anglaterra |
| ----------------- | ------- | ---------- |
| Carlos Manuel 76' | Informe |            |

| Anglaterra | 0–0     | Marroc |
| ---------- | ------- | ------ |
|            | Informe |        |

| Anglaterra           | 3–0     | Polònia |
| -------------------- | ------- | ------- |
| Lineker 9', 14', 34' | Informe |         |

### Segona fase

#### Vuitens de final
| Anglaterra                       | 3–0     | Paraguai |
| -------------------------------- | ------- | -------- |
| Lineker 31', 73' · Beardsley 56' | Informe |          |

#### Quarts de final
| Argentina         | 2–1     | Anglaterra  |
| ----------------- | ------- | ----------- |
| Maradona 51', 55' | Informe | Lineker 81' |

## Rússia 2018

### Primera fase: Grup G
| Pos | Equip      | PJ | PG | PE | PP | GF | GC | DG | Pts | Classificació        |
| --- | ---------- | -- | -- | -- | -- | -- | -- | -- | --- | -------------------- |
| 1   | Bèlgica    | 3  | 3  | 0  | 0  | 9  | 2  | +7 | 9   | Avança a segona fase |
| 2   | Anglaterra | 3  | 2  | 0  | 1  | 8  | 3  | +5 | 6   | Avança a segona fase |
| 3   | Tunísia    | 3  | 1  | 0  | 2  | 5  | 8  | −3 | 3   |                      |
| 4   | Panamà     | 3  | 0  | 0  | 3  | 2  | 11 | −9 | 0   |                      |

| Tunísia        | 1–2     | Anglaterra      |
| -------------- | ------- | --------------- |
| Sassi 35' (p.) | Informe | Kane 11', 90+1' |

| Anglaterra                                                    | 6–1     | Panamà    |
| ------------------------------------------------------------- | ------- | --------- |
| Stones 8', 40' · Kane 22' (p.), 45+1' (p.), 62' · Lingard 36' | Informe | Baloy 78' |

| Anglaterra | 0–1     | Bèlgica     |
| ---------- | ------- | ----------- |
|            | Informe | Januzaj 51' |

### Segona fase

#### Vuitens de final
| Colòmbia                                   | 1–1 (pr.) | Anglaterra                                    |
| ------------------------------------------ | --------- | --------------------------------------------- |
| Y. Mina 90+3'                              | Informe   | Kane 57' (p.)                                 |
| Tanda de penals                            |           |                                               |
| Falcao · Cuadrado · Muriel · Uribe · Bacca | 3–4       | Kane · Rashford · Henderson · Trippier · Dier |

#### Quarts de final
| Suècia | 0–2     | Anglaterra                  |
| ------ | ------- | --------------------------- |
|        | Informe | Maguire 30' · Dele Alli 59' |

#### Semifinals
| Croàcia                      | 2–1 (pr.) | Anglaterra  |
| ---------------------------- | --------- | ----------- |
| Perišić 68' · Mandžukić 109' | Informe   | Trippier 5' |

#### Partit pel tercer lloc
| Bèlgica                    | 2–0     | Anglaterra |
| -------------------------- | ------- | ---------- |
| Meunier 4' · E. Hazard 82' | Informe |            |